# Buenos Aires Festival Internacional de Cine Independiente de 2023
La 24° edición del Buenos Aires Festival Internacional de Cine Independiente (también conocido por su sigla BAFICI) se celebrará del 19 de abril al 1 de mayo de 2023.

## Jurados

### Competencia Oficial Internacional
- Rajat Kapoor, director, guionista y actor indio
- Sophie Letourneur, directora francesa
- Christian Lollike, director y dramaturgo danés
- Marcelo Stiletano, periodista argentino
- María Villar, actriz argentina

### Competencia Oficial Argentina
- Eugenia Alonso, actriz de cine y teatro argentina
- Telmo Churro, director, guionista y editor portugués
- Cristina Hergueta, productora española
- Chandler Levack, directora, guionista y periodista canadiense
- Triin Tramberg, productora y organizadora estonia

### Competencia Oficial Vanguardia y Género
- Alessandro Aniballi, director y crítico de cine italiano
- Ilda Santiago, productora y distribuidora de cine brasileña
- Santiago Barrionuevo, músico de cine argentino
- Norberto Ramos del Val, director, productor y guionista español
- Vanessa Ragone, productora, realizadora y showrunner argentina

## Secciones oficiales (largometrajes)

### Competencia Internacional
| Título en español                     | Título internacional           | Director(es)                    | País de origen                    |
| ------------------------------------- | ------------------------------ | ------------------------------- | --------------------------------- |
| Muy feliz                             | And, Towards Happy Alleys      | Sreemoyee Singh                 | India                             |
| Blondi                                | Blondi                         | Dolores Fonzi                   | Argentina, Estados Unidos, España |
| Educación y nacionalismo              | Education and Nationalism      | Hisayo Saika                    | Japón                             |
| El santo                              | The Saint                      | Juan Agustín Carbonere          | Argentina                         |
| Índia                                 | India                          | Telmo Churro                    | Portugal                          |
| La sudestada                          | Southern Storm                 | Daniel Casabé y Edgardo Dieleke | Argentina                         |
| Las demás                             | Outsider Girls                 | Alexandra Hyland                | Chile                             |
| El perfume verde                      | The Green Perfume              | Nicolas Pariser                 | Francia                           |
| Muertes y maravillas                  | Deaths and Wonders             | Diego Soto                      | Chile                             |
| Notas sobre un verano                 | Notes on a Summer              | Diego Llorente                  | España                            |
| El caso de la Nueva Grandeza          | The New Greatness Case         | Anna Shishova                   | Finlandia, Croacia, Noruega       |
| Una claustrocinefilia                 | A Claustrocinephilia           | Alessandro Aniballi             | Italia                            |
| La llegada                            | Upon Entry                     | Alejandro Rojas                 | España                            |
| Zanox - Riesgos y efectos secundarios | Zanox - Risks and Side Effects | Gábor Benö Baranyi              | Hungría                           |

### Competencia Argentina
| Título en español              | Título internacional           | Director(es)                  | País de origen             |
| ------------------------------ | ------------------------------ | ----------------------------- | -------------------------- |
| Arturo a los 30                | About Thirty                   | Martín Shanly                 | Argentina                  |
| Clorindo Testa                 | Clorindo Testa                 | Mariano Llinás                | Argentina                  |
| Conversaciones sobre el odio   | Conversations on Hatred        | Vera Fogwill y Diego Martínez | Argentina, España          |
| El clan Vega                   | The Vega Clan                  | José Celestino Campusano      | Argentina                  |
| El hincha                      | Prodigal Son                   | Renzo Cozza                   | Argentina                  |
| El hombre más fuerte del mundo | The Strongest Man in the World | Fernando Arditi               | Argentina                  |
| El siervo inútil               | The Unprofitable Servant       | Fernando Lacolla              | Argentina                  |
| La vida a oscuras              | Life in the Dark               | Enrique Bellande              | Argentina                  |
| Los Bilbao                     | The Bilbaos                    | Pedro Speroni                 | Argentina                  |
| Los convencidos                | On the Know                    | Martín Farina                 | Argentina                  |
| Los médicos de Nietzsche       | Nietzsche’s Doctors            | Jorge Leandro Colás           | Argentina, Francia         |
| Los terrenos                   | The Land-Plots                 | Verónica Chen                 | Argentina, Uruguay, Brasil |
| Terminal Young                 | Terminal Young                 | Lucía Seles                   | Argentina                  |

### Competencia Vanguardia y Género
| Título en español                                      | Título internacional                                    | Director(es)                                     | País de origen              |
| ------------------------------------------------------ | ------------------------------------------------------- | ------------------------------------------------ | --------------------------- |
| Gigi la ley                                            | The Adventures of Gigi the Law                          | Alessandro Comodin                               | Italia, Francia, Bélgica    |
| Nevada                                                 | Nevada                                                  | Anna Tyurina y Matías Musa Vodka                 | Argentina, Rusia            |
| Me gustan las películas                                | I Like Movies                                           | Chandler Levack                                  | Canadá                      |
| Mudos testigos                                         | Silent Witnesses                                        | Jerónimo Atehortúa y Luis Ospina                 | Colombia, Francia           |
| La fábrica de tortas                                   | The Cake Dynasty                                        | Christian Lollike                                | Dinamarca                   |
| La mala familia                                        | Bad family                                              | Nacho A. Villar y Luis Rojo                      | España, Francia             |
| Tu coño                                                | Your Pussy                                              | Gonzalo García Pelayo                            | España                      |
| Lo apocalíptico es la madre de toda teología cristiana | The Apocalyptic Is the Mother of All Christian Theology | Jim Finn                                         | Estados Unidos              |
| Morir en Ibiza                                         | Dying in Ibiza                                          | Anton Balekdjian, Léo Couture y Mattéo Eustachon | Francia                     |
| Viajes a Italia                                        | Voyages in Italy                                        | Sophie Letourneur                                | Francia                     |
| Lola                                                   | Lola                                                    | Andrew Legge                                     | Irlanda, Reino Unido        |
| Los buenos viejos checos                               | Good Old Czechs                                         | Tomáš Bojár                                      | República Checa, Eslovaquia |
| Cómo salvar a un amigo muerto                          | How to Save a Dead Friend                               | Marusya Syroechkovskaya                          | Suecia, Noruega             |

## Secciones oficiales (cortometrajes)

### Competencia Internacional
| Título en español                                           | Título internacional                                        | Director(es)                     | País de origen                |
| ----------------------------------------------------------- | ----------------------------------------------------------- | -------------------------------- | ----------------------------- |
| Juice                                                       | Juice                                                       | Mona Keil                        | Alemania                      |
| Al final el día                                             | Al final el día                                             | Carolina Vergara                 | Argentina                     |
| Una ofrenda musical                                         | Una ofrenda musical                                         | Rogelio Navarro                  | Argentina, España             |
| Harvey                                                      | Harvey                                                      | Janice Nadeau                    | Canadá, Francia               |
| La niña mártir                                              | La niña mártir                                              | María Pérez Sanz                 | España                        |
| Insieme insieme                                             | Insieme insieme                                             | Bernardo Zanotta                 | Francia, Países Bajos, Italia |
| Dear Me                                                     | Dear Me                                                     | Suchana Saha                     | India                         |
| Verano                                                      | Verano                                                      | Rafael Ruiz Espejo, Luis Pacheco | México                        |
| Crisantemos salvajes entre hojas de mi agenda metí una flor | Crisantemos salvajes entre hojas de mi agenda metí una flor | Valeria Díaz                     | México                        |
| Nostalgia para el lago                                      | Nostalgia para el lago                                      | Arturo Maciel                    | Paraguay, Perú, España        |
| Aplauso                                                     | Aplauso                                                     | Guilherme Daniel                 | Portugal                      |
| The Syrian Cosmonaut                                        | The Syrian Cosmonaut                                        | Charles Emir Richards            | Turquía                       |

### Competencia Argentina
| Título en español                     | Título internacional                  | Director(es)                     | País de origen                         |
| ------------------------------------- | ------------------------------------- | -------------------------------- | -------------------------------------- |
| Boy                                   | Boy                                   | Nacho Sesma, Nicolás Goldschmidt | Argentina                              |
| Conviértete en quien eres             | Conviértete en quien eres             | Agustín Iezzi                    | Argentina                              |
| El fin justifica los miedos           | El fin justifica los miedos           | Marcos Montes de Oca             | Argentina                              |
| El último                             | El último                             | Ezequiel Martínez Marinaro       | Argentina                              |
| Entre la niebla                       | Entre la niebla                       | Cinthia Konopacki                | Argentina, Alemania                    |
| Feliz Navidad                         | Feliz Navidad                         | Jennifer Moule                   | Argentina                              |
| Instrucciones para un saludo          | Instrucciones para un saludo          | Malu Boruchowicz                 | Argentina                              |
| Los eucaliptus                        | Los eucaliptus                        | Nicolás Suárez, Ignacio Ragone   | Argentina                              |
| Los novios                            | Los novios                            | Lautaro Bakir, Andrés Restrepo   | Argentina                              |
| Mein Buch                             | Mein Buch                             | Max Mirelmann                    | Argentina                              |
| Puertas, ventanas y roperos           | Puertas, ventanas y roperos           | Daniel Dufau                     | Argentina                              |
| Schettinimous                         | Schettinimous                         | Tomás Terzano                    | Argentina                              |
| Somos las dos                         | Somos las dos                         | Emilia Herbst                    | Argentina                              |
| Un corazón más contundente            | Un corazón más contundente            | Martín Benchimol                 | Argentina, Reino Unido, Estados Unidos |
| Todo lo que ves en este lugar es real | Todo lo que ves en este lugar es real | Thomas Stange                    | Argentina                              |

### Competencia Vanguardia y Género
| Título en español                         | Título internacional                      | Director(es)                    | País de origen |
| ----------------------------------------- | ----------------------------------------- | ------------------------------- | -------------- |
| Videocasete reemplazado                   | VHS Tape Replaced                         | Maha Al-Saati                   | Arabia Saudita |
| Intima                                    | Intima                                    | Gustavo Galuppo Alives          | Argentina      |
| La noche manchada                         | La noche manchada                         | Andrés Medina                   | Argentina      |
| Osculum Infame                            | Osculum Infame                            | Corina Wilson, Guillermo Saredo | Argentina      |
| Concordia                                 | Concordia                                 | Diego Véli                      | Chile          |
| Alegrías riojanas                         | Alegrías riojanas                         | Velasco Broca                   | España         |
| Sandwich Cat                              | Sandwich Cat                              | David Fidalgo                   | España         |
| Vuelta a Riaño                            | Vuelta a Riaño                            | Miriam Martín                   | España         |
| Le saboteur                               | Le saboteur                               | Anssi Kasitonni                 | Finlandia      |
| Bird Woman                                | Bird Woman                                | Tokio Oohara                    | Japón          |
| Chomp It!                                 | Chomp It!                                 | Mark Chua, Lam Li Shuen         | Singapur       |
| Recuerdo de un perro que no pudo desfilar | Recuerdo de un perro que no pudo desfilar | Federico Borgia                 | Uruguay        |

## Trayectorias
| Título en español                      | Título internacional                   | Director(es)          | País de origen                          |
| -------------------------------------- | -------------------------------------- | --------------------- | --------------------------------------- |
| Afire                                  | Afire                                  | Christian Petzold     | Alemania                                |
| Allensworth                            | Allensworth                            | James Benning         | Estados Unidos                          |
| Against Time                           | Against Time                           | Ben Russell           | Francia                                 |
| Fragmentación de un paisaje patagónico | Fragmentación de un paisaje patagónico | Ernesto Baca          | Argentina                               |
| Guitarra blanca                        | Guitarra blanca                        | Aldo Garay            | Uruguay                                 |
| In Water                               | In Water                               | Hong Sang-soo         | Corea del Sur                           |
| L’Envo                                 | L’Envo                                 | Pietro Marcello       | Francia, Italia                         |
| La memoria infinita                    | La memoria infinita                    | Maite Alberdi         | Chile                                   |
| Le formiche di Mida                    | Le formiche di Mida                    | Edgar Honetschläger   | Austria, Italia                         |
| Master Gardener                        | Master Gardener                        | Paul Schrader         | Estados Unidos                          |
| My Pana                                | My Pana                                | Santiago Giralt       | Argentina                               |
| Passages                               | Passages                               | Ira Sachs             | Francia                                 |
| Rad Dad                                | Rad Dad                                | Zach Weintraub        | Estados Unidos                          |
| Taurus                                 | Taurus                                 | Tim Sutton            | Estados Unidos                          |
| Till the End of the Night              | Till the End of the Night              | Christoph Hochhäusler | Alemania                                |
| Un andantino                           | Un andantino                           | Alejo Moguillansky    | Argentina                               |
| When the Waves Are Gone                | When the Waves Are Gone                | Lav Diaz              | Filipinas, Francia, Portugal, Dinamarca |

## Todos los premios

### Premios oficiales

#### Competencia Internacional
- Mejor Largometraje: And, Towards Happy Alleys de Sreemoyee Singh (India)
- Gran Premio del Jurado: The New Greatness Case de Anna Shishova (Finlandia)
- Premio Especial del Jurado: Muertes y maravillas de Diego Soto (Chile)
- Mención Especial del Jurado: La sudestada de Daniel Casabé y Edgardo Dieleke (Argentina)
- Mejor Cortometraje: Harvey de Janice Nadeau (Canadá)
- Mejor Dirección: Agustín Carbonere por El santo (Argentina)
- Mejor Actuación: El elenco de Blondi de Dolores Fonzi (Argentina)
- Premio Estímulo al Cine Argentino: El santo de Agustín Carbonere (Argentina)

#### Competencia Argentina
- Mejor Largometraje: Clorindo Testa de Mariano Llinás
- Gran Premio del Jurado: Terminal Young de Lucía Seles
- Premio Especial del Jurado: Los Bilbao de Pedro Speroni
- Mejor cortometraje: Somos las dos de Emilia Herbst
- Mejor Dirección: Martín Shanly por Arturo a los 30
- Mejor Actuación: Nicolás Goldschmidt por Boy

#### Competencia Vanguardia y Género
- Mejor Largometraje: Mudos testigos de Luis Ospina y Jerónimo Atehortúa (Colombia)
- Gran Premio del Jurado: How to Save a Dead Friend de Marusya Syroechkovskaya (Suecia)
- Premio Especial del Jurado: Le Saboteur de Anssi Kasitonni (Finlandia)
- Mejor Cortometraje: Vuelta a Riaño de Miriam Martín (España)
- Mejor Dirección: Andrew Legge por Lola (Irlanda)
- Mejor Actuación: Elenco de I Like Movies de Chandler Levack (Canadá)
- Premio Estímulo al Cine Argentino: Nevada de Anna Tyurina y Matías Musa (Argentina)

### Premios no oficiales
SIGNIS (Asociación Católica Mundial para la Comunicación)
- Mejor película en Competencia Oficial Internacional: Upon Entry (España)
- Primera Mención: The New Greatness Case (Finlandia)
- Segunda Mención: Zanox - Risks and Side Effects (Hungría)
ACCA (Asociación de Cronistas Cinematográficos de la Argentina)
- Mejor largometraje en Competencia Oficial Argentina: El hincha (Argentina)
FEISAL (Federación de Escuelas de Imagen y Sonido de Latinoamérica)
- Mejor largometraje de realizador latinoamericano de hasta 35 años: El hincha (Argentina)
RECAM (Reunión Especializada de Autoridades Cinematográficas y Audiovisuales del MERCOSUR)
- Mejor cortometraje mercosureño entre las competencias: Mein Buch (Argentina)
- Mención Especial: Al final, el día (Argentina)
ADF (Autores de Fotografía Cinematográfica Argentina)
- Mejor Dirección de Fotografía en largometraje en Competencia Oficial Internacional: Las demás (Chile)
SAE / EDA (Sociedad Argentina de Editores Audiovisuales + Asociación Argentina de Editores Audiovisuales)
- Mejor edición de largometraje en Competencia Oficial Argentina: Los médicos de Nietzsche (Argentina)
ASA (Asociación Argentina de Sonidistas Audiovisuales)
- Mejor sonido en largometraje argentino de entre las Competencias Argentina e Internacional: Arturo a los 30 (Argentina)
- Mención Especial: La sudestada (Argentina)
- Mención Especial: El santo (Argentina)
AADA (Asociación Argentina de Directores de Arte de la Industria y Medios Audiovisuales)
- Mejor dirección de arte de largometraje en Competencia Internacional: El santo (Argentina)
APPLAA (Asociación de Productoras y Productores de Locaciones Audiovisuales de Argentina)
- Mejor Diseño de Locación de largometraje en Competencia Oficial Argentina: El siervo inútil (Argentina)
AAC (Asociación Argentina de Coloristas Audiovisuales)
- Mejor corrección de color en Competencia Oficial Argentina de cortometraje: Schetinnimous (Argentina)
- Mejor corrección de color en Competencia Oficial Argentina de largometraje: Arturo a los 30 (Argentina)
PCI (Asociación de Directores de Cine)
- Premio a la Innovación Artística a Película Argentina en Competencia Internacional: El santo (Argentina)
GENERODAC
- Mejor directora argentina entre todas las competencias oficiales: Dolores Fonzi por Blondi (Argentina)
CINE.AR
- Mejor Cortometraje Argentino entre todas las competencias oficiales: Schetinnimous (Argentina)